# Gabriola bidisata
Gabriola bidisata là một loài bướm đêm trong họ Geometridae.